# Carroll Hubbard

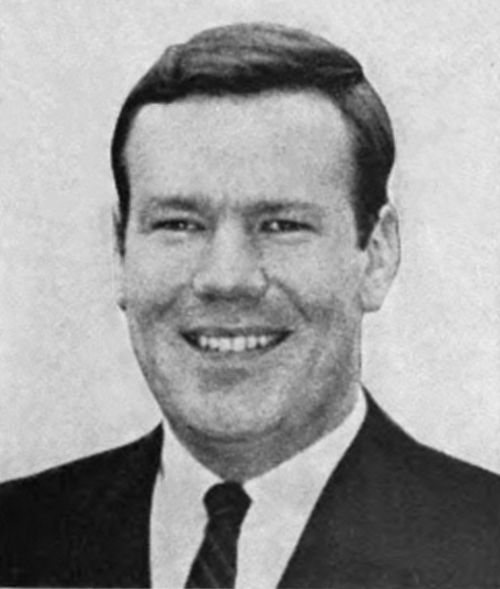
Carroll Hubbard

Carroll Hubbard Jr. (* 7. Juli 1937 in Murray, Kentucky; † 12. November 2022 in Paducah, Kentucky) war ein US-amerikanischer Politiker. Zwischen 1975 und 1993 vertrat er den Bundesstaat Kentucky im US-Repräsentantenhaus.

## Werdegang
Carroll Hubbard besuchte die öffentlichen Schulen seiner Heimat und danach bis 1955 die Eastern High School in Middletown. Anschließend studierte er bis 1959 am Georgetown College. Nach einem Jurastudium an der University of Louisville und seiner 1962 erfolgten Zulassung als Rechtsanwalt begann er in Mayfield in diesem Beruf zu praktizieren. Zwischen 1962 und 1970 war Hubbard Mitglied der Nationalgarde von Kentucky. Dabei war er bis 1968 in deren Fliegerkorps und danach bei den Bodeneinheiten.
Politisch wurde Hubbard Mitglied der Demokratischen Partei. Zwischen 1968 und 1975 saß er im Senat von Kentucky. Bei den Kongresswahlen des Jahres 1974 wurde er im ersten Wahlbezirk von Kentucky in das US-Repräsentantenhaus in Washington, D.C. gewählt, wo er am 3. Januar 1975 die Nachfolge von Frank Stubblefield antrat. Nach acht Wiederwahlen konnte er bis zum 3. Januar 1993 neun zusammenhängende Legislaturperioden im Kongress absolvieren. Im Jahr 1979 bewarb er sich erfolglos um die Nominierung seiner Partei für die Gouverneurswahlen.
1992 war Carroll Hubbard in den Rubbergate-Skandal verwickelt. Daraufhin wurde er von seiner Partei nicht mehr für eine weitere Amtszeit im US-Repräsentantenhaus nominiert. Hubbard bekannte sich schuldig, gegen die finanziellen Bestimmungen der Bundeswahlkampfgesetze verstoßen zu haben, und wurde zu einer Gefängnisstrafe von zwei Jahren verurteilt, die er zwischen 1995 und 1997 verbüßte. In den Jahren 2006 und 2008 kandidierte er jeweils erfolglos für den Senat von Kentucky.